# 嚴重急性呼吸道症候群冠狀病毒2型變異株B.1.617譜系
B.1.617譜系（英語：Lineage B.1.617）是嚴重急性呼吸系統綜合症冠狀病毒2型的其中一種變異株，在INSACOG對印度各州的陽性樣本進行基因組測序後被發現並於2021年3月下旬引起國際社會關注。對馬哈拉施特拉邦樣本的分析顯示，與2020年12月相比，具有E484Q和L452R突變樣本的比例有所增加B.1.617譜系後來被新聞媒體稱為雙突變體 。
根據PANGO命名法，B.1.617譜系具有三個子譜系：
- B.1.617.1譜系（Kappa變異株），於2020年12月在印度首次被發現
- B.1.617.2譜系（Delta變異株），於2020年下旬在印度首次被發現
- B.1.617.3譜系，於2021年1月首次被發現[4]